# 닌텐도 픽처스
닌텐도 픽처스 주식회사는 닌텐도의 자회사로서 닌텐도 자산을 사용한 시각자료를 제작하는 일본의 애니메이션 제작사이다.
본래 2011년 3월 히로카와 히로시가 주식회사 다이나모 픽처스라는 사명으로 설립했다. 2022년에 닌텐도가 인수하고 현재 이름으로 개명했다.

## 역사
2011년 3월 18일, 히로카와 히로시가 일본 도쿄도에 '다이나모 픽처스'라는 이름으로 설립했다.
2022년 7월 14일, 닌텐도는 다이나모 픽처스를 인수하고 사명을 '닌텐도 픽처스'로 개명할 예정이라고 발표하면서 기업의 시각자료 개발 및 계획을 확장할 것이라 공지했다. 10월 3일에 인수가 완료되면서 닌텐도의 자회사가 됐다.

### 주해
1. ↑  지요다구 1사, 나하시 1사
2. ↑  일본어: ニンテンドーピクチャーズ株式会社, 영어: Nintendo Pictures Co., Ltd.
3. ↑  일본어: 株式会社ダイナモピクチャーズ, 영어: Dynamo Pictures, Inc.

### 참조
1. ↑  “Nintendo acquires animation studio that’ll become ‘Nintendo Pictures’”. 《The Verge》. 2022년 7월 14일. 2022년 7월 14일에 원본 문서에서 보존된 문서. 2022년 7월 14일에 확인함.
2. ↑  Weprin, Alex (2022년 7월 14일). “Nintendo Buys Studio to Turbocharge IP-Based Production”. 《The Hollywood Reporter》. 2022년 7월 14일에 원본 문서에서 보존된 문서. 2022년 7월 14일에 확인함.
3. ↑  Goslin, Austin (2022년 7월 14일). “Nintendo buys animation studio, forms Nintendo Pictures”. 《Polygon》. 2022년 7월 14일에 확인함.
4. ↑  Batchelor, James (2022년 10월 4일). “Nintendo completes Dynamo Pictures acquisition, relaunches as Nintendo Pictures”. 《GamesIndustry.biz》 (영어). 2022년 10월 13일에 확인함.
5. ↑  Wales, Matt (2022년 10월 3일). “Nintendo officially launches its Nintendo Pictures animation studio”. 《EuroGamer》. 2022년 12월 2일에 확인함.
6. ↑  Kevin, Knezevic (2022년 10월 4일). “Nintendo Pictures Launches Ahead of First 'Super Mario Bros.' Movie Trailer”. 《CNET》. 2022년 12월 2일에 확인함.